# فرودگاه شهری بلیز

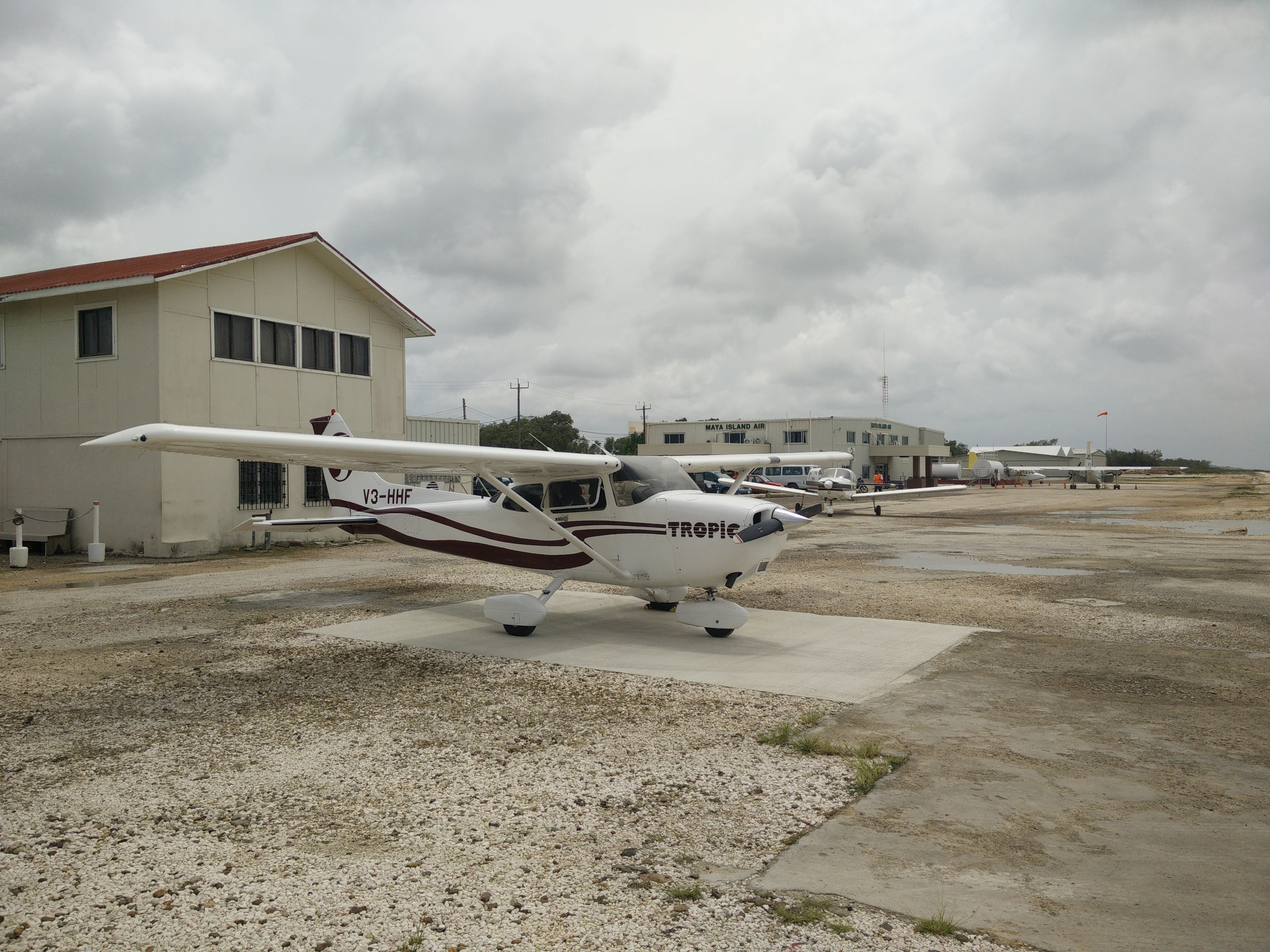
فرودگاه شهری بلیز

فرودگاه شهری بلیز (به انگلیسی: Belize City Municipal Airport) یک فرودگاه همگانی با کد یاتا TZA است که یک باند فرود بتن دارد. این فرودگاه در کشور بلیز قرار دارد .